# مارین دایموند
ماریان کلیوز دایموند (زاده ۱۱ نوامبر ۱۹۲۶ – درگذشته ۲۵ ژوئیه ۲۰۱۷) یک عصب‌شناس آمریکایی بود. او و تیمش اولین کسانی بودند که شواهدی را منتشر کردند که نشان می‌داد مغز می‌تواند با تجربه، تغییر کند و با فعالیت فکری بهبود یابد، چیزی که امروزه نوروپلاستیسیته نامیده می‌شود. او استاد آناتومی در دانشگاه کالیفرنیا، برکلی بود.
تحقیقات دایموند بر روی مغز آلبرت انیشتین به درک نقش سلول‌های گلیال در مغز کمک کرد. سایر تحقیقات منتشر شده او به بررسی تفاوت‌های بین قشر مغز موش‌های صحرایی نر و ماده، ارتباط بین تفکر مثبت و سلامت، ایمنی و نقش زنان در علم پرداختند.

## اوایل زندگی و تحصیل
او در گلندیل، کالیفرنیا، به دنیا آمد و ششمین و آخرین فرزند خانواده مونتاگو کلیوز و رزا ماریان وامفلر کلیوز بود. پدرش یک پزشک انگلیسی و مادرش معلم زبان لاتین در دبیرستان برکلی بود. دایموند در لا کرسنتا بزرگ شد و به همراه خواهر و برادرهایش در مدارس نزدیک خانه تحصیل کرد: مدرسه ابتدایی لا کرسنتا، مدرسه راهنمایی کلارک و دبیرستان گلندیل. قبل از رفتن به دانشگاه کالیفرنیا، برکلی، در کالج اجتماعی گلندیل تحصیل کرد. او در برکلی تنیس بازی می‌کرد و موفق به دریافت نشان ورزشی شد.
در سال ۱۹۴۸، دایموند مدرک کارشناسی خود را از برکلی دریافت کرد. او پس از فارغ‌التحصیلی، یک تابستان را در دانشگاه اسلو گذراند. هنگامی که برای تحصیلات تکمیلی به برکلی بازگشت، اولین دانشجوی زن در دپارتمان آناتومی شد. پایان‌نامه دکترای او در زمینه آناتومی انسان با عنوان «روابط عملکردی هیپوتالاموس و نوروهیپوفیز» بود و در سال ۱۹۵۳ منتشر شد. در حالی که برای مدرک دکترای خود مطالعه می‌کرد، شروع به تدریس نمود، علاقه‌ای که تا دهه‌های هشتاد سالگی‌اش ادامه یافت.

## فعالیت‌های آکادمیک و علمی
در طول ۱۹۵۲ تا ۱۹۵۳ او به عنوان دستیار پژوهشی در دانشگاه هاروارد کار کرد. او اولین معلم زن در دانشگاه کرنل بود که از سال ۱۹۵۵ تا ۱۹۵۸ به تدریس زیست‌شناسی انسان و آناتومی تطبیقی پرداخت. در سال ۱۹۶۰ با عنوان مدرس به دانشگاه کالیفرنیا، برکلی بازگشت.
در نقش خود به عنوان نوروآناتومیست، به یک پروژه تحقیقاتی در حال انجام با روان‌شناسان دیوید کرچ، مارک روزنزویگ و شیمیدان ادوارد بنت پیوست. تا سال ۱۹۶۴، این گروه اولین شواهد از تغییرپذیری (پلاستیسیته) در قشر مغز پستانداران را از طریق اندازه‌گیری‌های آناتومیک به دست آوردند.
دانشگاه کالیفرنیا، برکلی در سال ۱۹۶۵ از دایموند دعوت کرد تا به عنوان استادیار مشغول به کار شود. او بعدها به درجه استاد تمام ارتقا یافت و در نهایت تا زمان مرگش در سال ۲۰۱۷ به عنوان استاد بازنشسته (امریتوس) فعالیت کرد. در سال ۱۹۸۴، دایموند و همکارانش به بافت کافی از مغز آلبرت اینشتین دسترسی پیدا کردند تا اولین تحلیل را روی آن انجام دهند و سپس تحقیقات خود را منتشر کنند. مقاله سال ۱۹۸۵ با عنوان «در مورد مغز یک دانشمند: آلبرت اینشتین» بحث‌هایی را در محافل علمی دربارهٔ نقش سلول‌های گلیال ایجاد کرد. با این حال، این تحقیق همچنین باعث ایجاد علاقهٔ جدیدی به نوروگلیا شد.
درس‌های او در زمینه زیست‌شناسی تلفیقی (Integrative Biology) در یوتیوب در سال ۲۰۱۰ دومین دوره دانشگاهی محبوب در جهان بودند.

### مشارکت‌ها در نوروپلاستیسیته
ماریان دایموند یک پیشگام در علوم اعصاب آناتومیک بود که مشارکت‌های علمی بزرگ او برای همیشه نگاه ما به مغز انسان تغییر داد. دایموند در اوایل دهه ۱۹۶۰ اولین شواهد علمی از نوروپلاستیسیته (انعطاف‌پذیری عصبی) آناتومیک را ارائه کرد. در آن زمان، اجماع علمی بر این بود که ماهیت مغز شما ژنتیکی، تغییرناپذیر و ثابت است. دایموند نشان داد که اجزای ساختاری قشر مغز می‌توانند در هر سنی، از دوران پیش از تولد تا سنین بسیار بالا، تحت تأثیر محیط‌های غنی یا فقیر تغییر کنند. آزمایش اولیه آناتومیک او و آزمایش‌های تکرارشونده‌اش روی موش‌های جوان نشان داد که قشر مغز موش‌هایی که در محیط غنی قرار داشتند، ۶٪ ضخیم‌تر از قشر مغز موش‌هایی بود که در محیط فقیر، پرورش یافته بودند. این تفاوت بر اساس تجربیات مختلف زندگی اولیه ایجاد شدند. یک قشر مغز پرورش یافته ظرفیت یادگیری بیشتری نشان می‌دهد، در حالی که یک قشر مغز پرورش نیافته ظرفیت یادگیری کمتری دارد. این نتایج که پارادایم‌ها را تغییر دادند و در سال ۱۹۶۴ منتشر شدند، به راه‌اندازی علوم اعصاب مدرن کمک کردند.
دایموند نشان داد که آرایش ساختاری قشر مغز در مردان و زنان به‌طور قابل توجهی متفاوت است و می‌تواند در غیاب هورمون‌های استروئیدی جنسی تغییر کند.
تیم تحقیقاتی او همچنین نشان داد که قشر مغز پیشانی-جانبی-پشتی (دورسال لترال) در موش‌های دچارِ نقص ایمنی، به‌طور دوطرفه دچار کمبود است و این وضعیت می‌تواند با پیوند تیموس بهبود یابد. در انسان‌ها، تحریک شناختی باعث افزایش لنفوسیت‌های T مثبت CD4 در گردش می‌شود، که این ایده را تقویت می‌کند که ایمنی می‌تواند به‌طور ارادی تعدیل شود، به عبارت دیگر، تفکر مثبت می‌تواند بر سیستم ایمنی تأثیر بگذارد.